# Kie Kitano
Kie Kitano (北乃きい?, Kitano Kie; Kanagawa, 15 marzo 1991) è un'attrice e cantante giapponese.
Ha iniziato la sua carriera come junior idol, è conosciuta soprattutto per il suo ruolo di protagonista assunto nel dorama live action dedicato a Life; ha poi partecipato a numerose altre serie televisive e film per il cinema.

## Filmografia

### Cinema
- Love Come (2010)
- Bushido Sixteen (2010)
- Bandage (2010)
- Half Way (2009)
- Love Fight (2008)
- Gegege no Kitarô: Sennen noroi uta (2008)
- Postman (2008)
- Speed Master (2007)
- Kofuku na Shokutaku (2007)
- Yubisaki Kara Sekai wo (2006)

### Televisione
- Cleopatra na Onnatachi (NTV, 2012)
- Unfair the Special ~Double Meaning Niju Teigi~ (Fuji TV, 2011)
- SCHOOL!! (Fuji TV, 2011)
- Toilet no Kamisama (film) (TBS, 2011)
- Nagareboshi (Fuji TV, 2010)
- Sotsu Uta (Fuji TV, 2010)
- Kyumei Byoto 24 Ji 4 (Fuji TV, 2009)
- Taiyō to umi no kyōshitsu (Fuji TV, 2008)
- Life (manga) (Fuji TV, 2007)
- 14 sai no haha (NTV, 2006)
- Junjo Kirari (NHK, 2006)